# Tamworth Trojans
I Tamworth Trojans sono stati una squadra di football americano di Tamworth, in Gran Bretagna. Fondati nel 1986, hanno vinto un titolo UKAFL. Nel 1992 si sono fusi con i Sutton Coldfield Royals per formare gli UST Royals.

## Palmarès
- 1 Titolo UKAFL (1988)